# Agios Isidoros
Agios Isidoros (griechisch Άγιος Ισίδωρος) ist eine Gemeinde im Bezirk Paphos in der Republik Zypern. Bei der Volkszählung im Jahr 2021 hatte sie 13 Einwohner.

## Name
Der Name der Gemeinde stammt von Agios Isidor, dem Schutzpatron der Katzen. 1958 änderten die türkisch-zypriotischen Einwohner den Namen der Gemeinde in Demirsi, was Schmied bedeutet.

## Lage und Umgebung

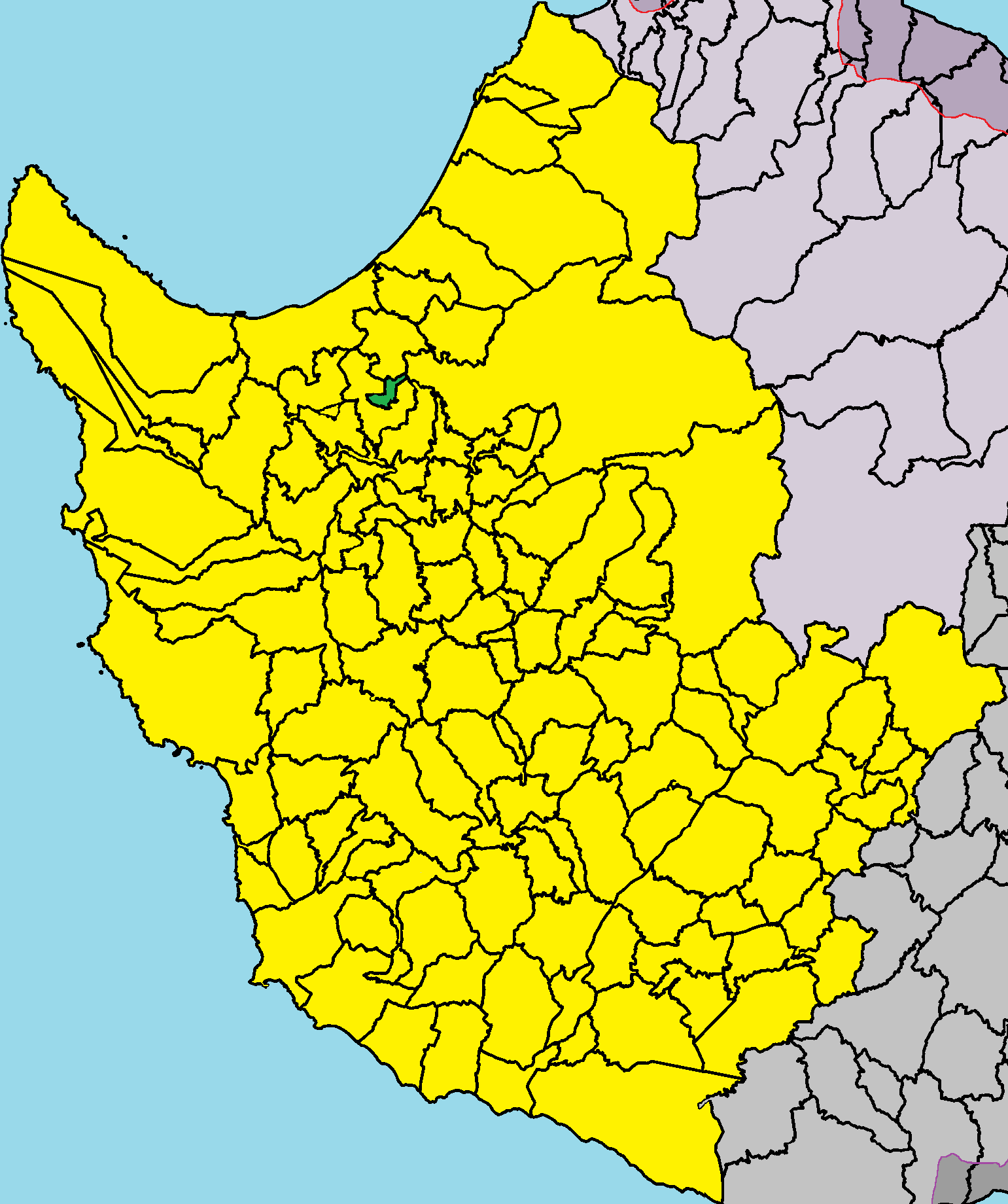
Lage im Bezirk Paphos

Agios Isidoros liegt im Westen der Mittelmeerinsel Zypern auf einer Höhe von etwa 210 Metern, etwa 35 Kilometer nördlich von Paphos. Das 1,29634 Quadratkilometer große Dorf grenzt im Norden an Pelathousa, im Nordosten an Lysos und im Osten, Süden und Westen an Steni. Das Dorf kann über die Straße F723 erreicht werden.

## Geschichte
Auf venezianischen Karten erscheint die Gemeinde in den drei Listen der Dörfer Zyperns als San Sidero, San Sidiro und Isidoros. Laut Dokumenten, die im Staatsarchiv Venedig gefunden wurden, gehörte Agios Isidoros zur Zeit der venezianischen Herrschaft einem Feudalherrn. Die Mehrheit der Einwohner nahm den Islam an. Diejenigen, die Christen blieben, haben wahrscheinlich die benachbarte Siedlung Steni gegründet.

### Bevölkerungsentwicklung
Laut den in Zypern durchgeführten Volkszählungen betrug die Einwohnerzahl der Gemeinde immer weniger als hundert. Bis 1964 waren die meisten Zyperntürken und der Rest Zyperngriechen. Während der interkommunalen Unruhen in den Jahren 1963–64 flohen alle türkisch-zypriotischen Einwohner der Gemeinde nach Pelathousa, Melandra und Meladia, wo sie bis 1974 blieben. Nach der türkischen Invasion 1974 zogen sie nach Nordzypern. Ihre Bewegung erfolgte in zwei Phasen. In der ersten Phase flohen die Bewohner durch die Berge. In der zweiten Phase (1. September 1975) zogen sie mit UNFICYP-Eskorte um. Die meisten von ihnen ließen sich in Charchia nieder. Einige ließen sich aber auch in Famagusta nieder. Die wenigen Zyperngriechen in der Gemeinde blieben in Agios Isidoros. Die Häuser der Zyperntürken blieben verlassen und zerstört.
Die folgende Tabelle zeigt die Bevölkerung der Gemeinde gemäß den in Zypern durchgeführten Volkszählungen.
| Jahr      | 1881 | 1891 | 1901 | 1911 | 1921 | 1931 | 1946 | 1960 | 1976 | 1982 | 1992 | 2001 | 2011 | 2021 |
| Einwohner | 70   | 64   | 67   | 52   | 0    | 44   | 46   | 38   | 4    | 8    | 2    | 10   | 7    | 13   |